# Tołciszki
Tołciszki (biał. Тоўцішкі; ros. Толтишки) – wieś na Białorusi, w obwodzie grodzieńskim, w rejonie werenowskim, w sielsowiecie Girki, w pobliżu granicy z Litwą.
W dwudziestoleciu międzywojennym leżały w Polsce, w województwie nowogródzkim, w powiecie lidzkim, w gminie Raduń.